# Bataille d'Aït Aziz
Conquête de l'Algérie par la France
La bataille d'Aït Aziz est livrée le 30 juin 1857 durant la conquête de l'Algérie par la France et oppose l'armée coloniale française aux tribus kabyles de la région, commandées par Lalla Fatma N'Soumer.[réf. nécessaire]